# 布朗伍德 (喬治亞州摩根縣)
布朗伍德（英語：Brownwood）是位於美國喬治亞州摩根縣的一個非建制地區。該地的面積和人口皆未知。

## 地理
布朗伍德的座標為33°33′41″N 83°33′21″W / 33.56139°N 83.55583°W，而該地的平均海拔高度為209米（即686英尺）。